# Biosteres caudatulus
Biosteres caudatulus är en stekelart som först beskrevs av Thomson 1895.  Biosteres caudatulus ingår i släktet Biosteres och familjen bracksteklar. Arten är reproducerande i Sverige. Inga underarter finns listade.